# Velódromo Olímpico (Roma)
El Velódromo Olímpico (en italiano: Velodromo Olímpico) fue un recinto deportivo situado en la ciudad de Roma, la capital de Italia. Construido para los Juegos Olímpicos de 1960, fue la sede de los eventos de ciclismo en pista y hockey sobre hierba. El velódromo fue construido entre 1957 y principios de 1960. Poco después de su construcción se encontraba en problemas, ya que el agua se filtraba en los cimientos a un lado del velódromo. Se inyectó hormigón en los cimientos, lo que resolvió el problema de forma temporal. Fue utilizado por última vez para una competición en 1968, cuando fue sede de los Campeonatos de Mundo de Ciclismo en Pista. Después de esto, fue abandonado, hasta que fue demolido en julio de 2008.